# Allgemeiner Deutscher Automobil-Club
Pour les articles homonymes, voir ADAC et Automobile Club.

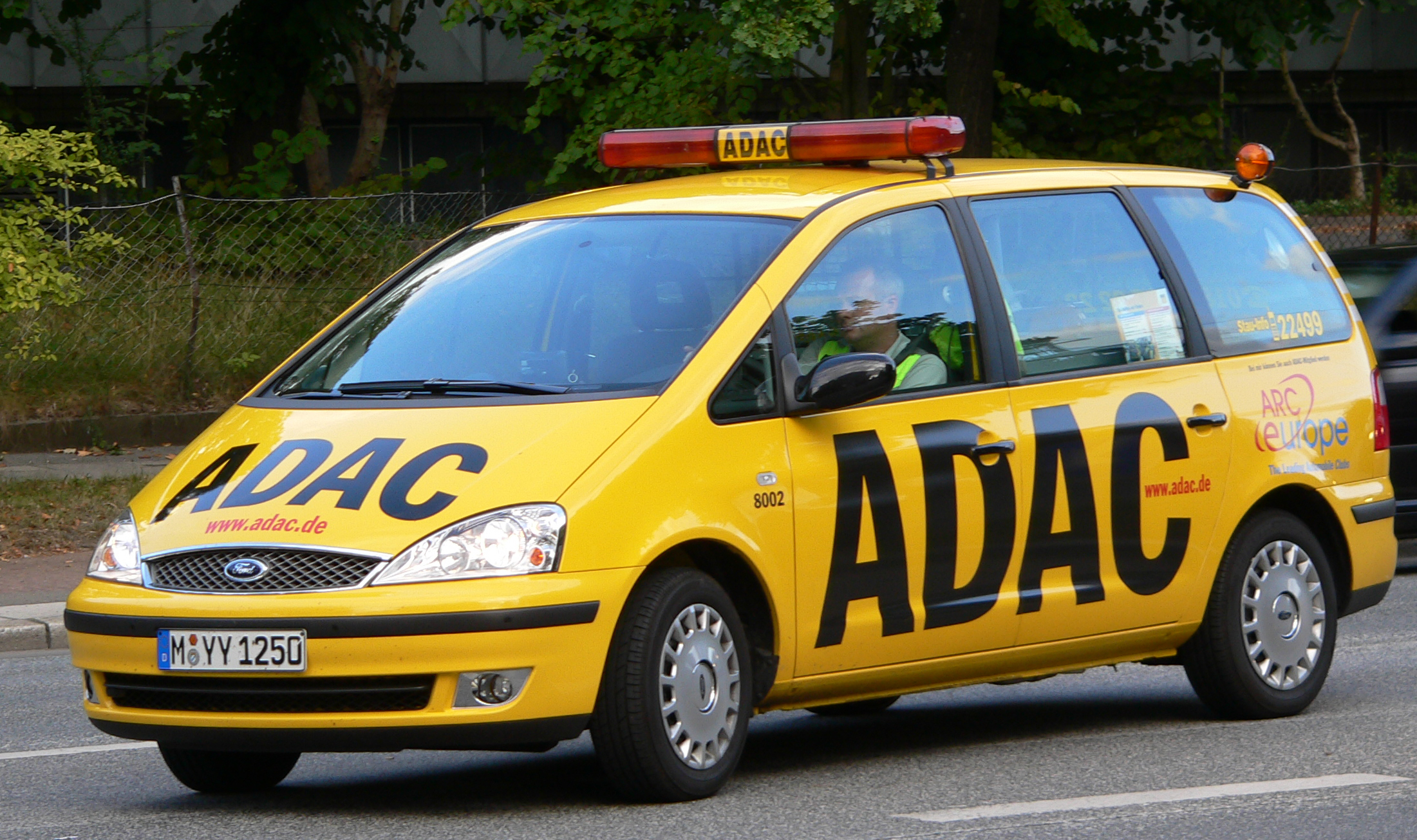
Un « ange jaune ».

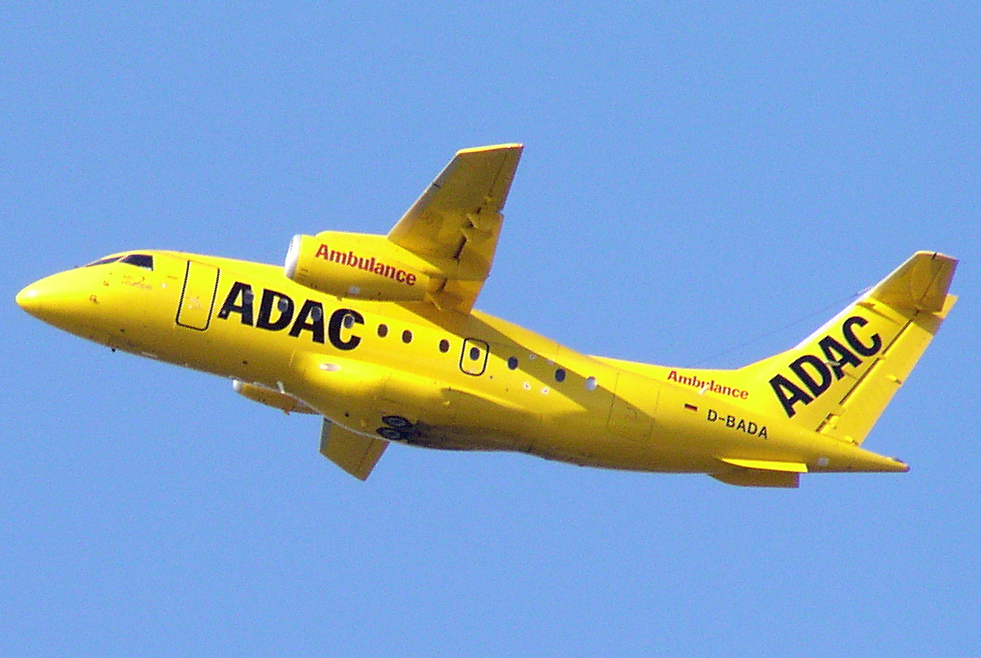
Un Dornier 328 de l'ADAC.

L’Allgemeiner Deutscher Automobil-Club e.V. (ADAC) est une association allemande fondée en 1903 et spécialisée dans le domaine de l'automobile.  Fin  2020, 21,2 millions de personnes étaient membres de l’ADAC. Son siège social est à Munich.  

## Mission
L'ADAC a pour mission de « sauvegarder et de promouvoir les intérêts de l’automobilisme, du sport motorisé » et se consacre au progrès des transports routiers, à la sécurité routière, à l’éducation routière, au tourisme et à la protection des usagers de la route en tant que consommateurs.  
Sa mission initiale et la plus connue est l’assistance routière. Parallèlement à cela, le club propose des prestations – directement ou par l’intermédiaire de ses filiales, commercialise des plans de villes, des cartes routières ainsi que des atlas routiers et opère plusieurs centres de sécurité routière. L’ADAC opère, par le biais de sa filiale d’utilité publique ADAC Luftrettung gGmbH, une grande flotte d’hélicoptères de secours en Allemagne. Les hélicoptères-ambulance de l’ADAC ont effectué en 2019 quelque 54 000 interventions.

## Histoire
L’ADAC voit le jour le 24 mai 1903 à l’hôtel Silber, à Stuttgart, sous le nom de Deutsche Motorradfahrer-Vereinigung. Il prend son nom actuel, l’Allgemeiner Deutschen Automobil-Club (ADAC), en 1911. L’ADAC choisit pour emblème l’aigle prussien en raison du soutien du dernier empereur allemand et roi de Prusse, Guillaume II.
Dans le cadre de la mise au pas de la société déclenchée par le régime national socialiste, toutes les associations d’automobilistes et tous les clubs automobiles sont incorporés au sein de l’association Der Deutsche Automobil-Club e.V. (DDAC), coexistant avec l’organisation paramilitaire du Corps de transport nazi NSKK. 
Après la Seconde Guerre mondiale, l’ADAC est refondé, d’abord à Munich, le 5 décembre 1946, pour être ensuite homologué à partir de 1948 dans les autres zones d’occupation occidentales. L’ADAC refondé renoue avec sa tradition originelle, telle qu’entendue entre 1903 et 1933, et la perpétue. Aujourd’hui le représentant public du club est son président. 
En 1954, l’ADAC présente son nouveau service de patrouille routière, fort d’une flotte de 60 motos side-cars. Principale mission des conducteurs de la patrouille routière, tous mécaniciens automobiles qualifiés : l’assistance en cas de panne et les premiers secours.
En 1959, l’ADAC soumet pour la première fois des voitures compactes au banc d’essai, testant notamment l’embrayage, les freins et l’accélération. Les résultats sont publiés dans la revue des membres ADAC Motorwelt.
L’ADAC met en service son premier hélicoptère-ambulance en 1970. L’hélicoptère jaune de l’ADAC, baptisé « Christoph », transporte à son bord un pilote, un secouriste et un médecin.
L’année 1997 voit l’ouverture d’un nouveau centre technique ADAC à Landsberg am Lech.

## Assistance automobile
L’ADAC est très populaire en Allemagne grâce à son rôle de dépanneur : elle possède une flotte de garages roulants peints en jaune (les « Anges jaunes ») qui assistent les automobilistes en panne. Ces garages roulants sont des véhicules de série que l’ADAC modifie elle-même.
Elle permet aussi aux étrangers d'adhérer à l'ADAC au travers de la souscription d'accord avec divers automobiles-clubs internationaux. 

### Secours médical

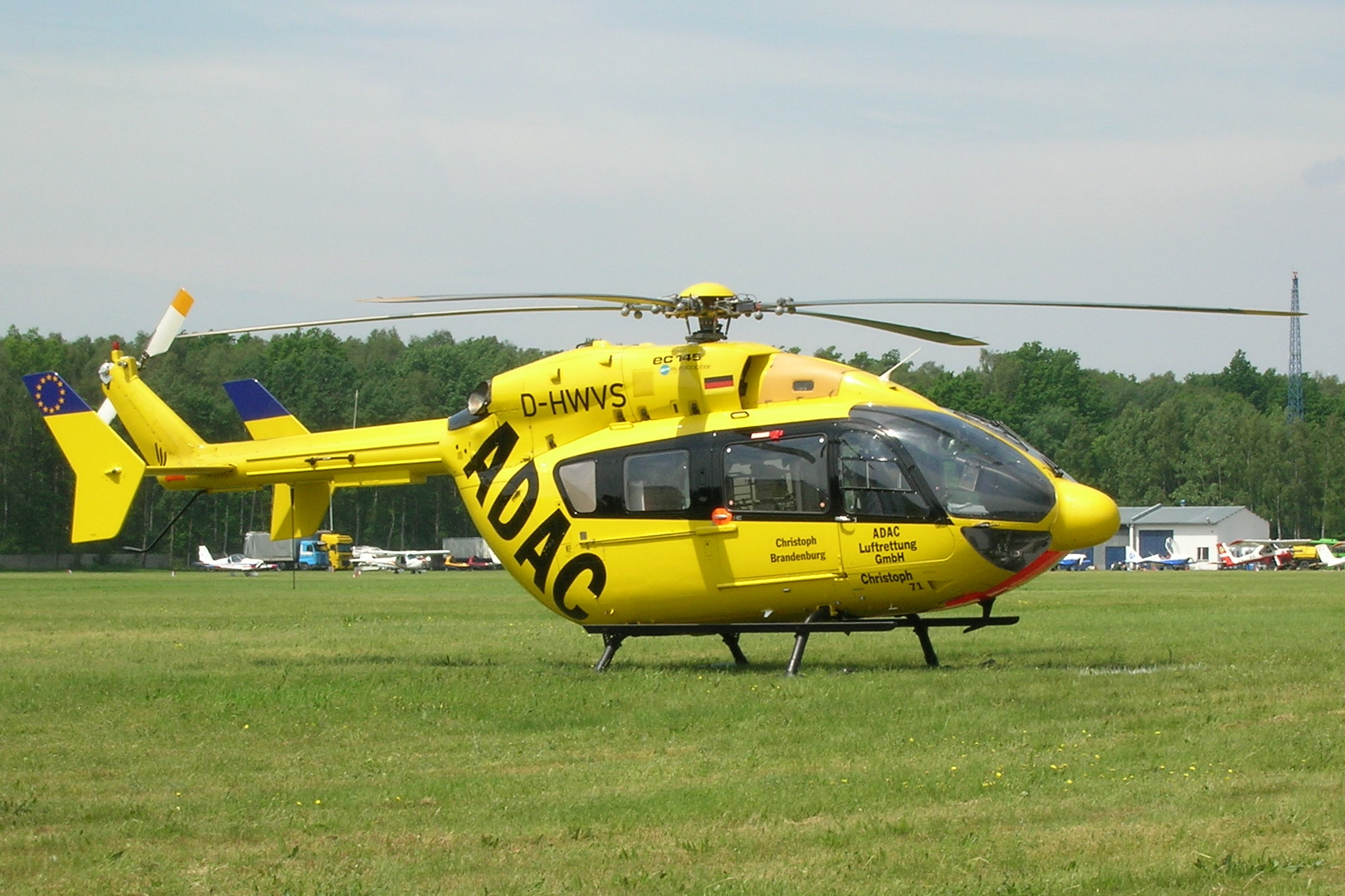
Un Eurocopter EC 145 de l'ADAC.

L’ADAC Luftrettung gGmbH (fondée le 25 novembre 1981 sous la forme d’une SARL classique de droit allemand) gère, 55 hélicoptères-ambulance et de transport d’urgence, dont deux EC 145, 28 EC 135 et 15 BK 117 répartis sur 37 bases de secours aérien (deux de ces bases étant situées à l’étranger).   
Le 29 mars 2000, la société a été rebaptisée ADAC-Luftrettung GmbH et le 26 août 2013, ADAC Luftrettung gGmbH.
Outre le secours aérien par hélicoptère, l’ADAC détient une participation dans la société Aero-Dienst GmbH et entretient par ailleurs une petite flotte d’avions médicalisés pour le transport de patients sur des distances moyennes :
- de Dornier Fairchild 328-300 Jet
- de Beechcraft King Air 350
- de  Learjet 60 [14]

## Autres rôle de l'ADAC
L'ADAC joue également un rôle pédagogique auprès des usagers de la route afin de prévenir les accidents (comportements, premiers secours, conseils divers) n'hésitant pas à signaler aux autorités un comportement dangereux observé (comme doit le faire tout citoyen allemand). Comme elle dépanne au bord des routes, elle met à jour ses statistiques de pannes sur tous les modèles qu'elle a secourus. Ces données sont essentielles outre-Rhin car elles orientent significativement le consommateur averti.
L'ADAC Motorwelt, qui mène de nombreux tests et passe au banc d'essai les nouveaux modèles, est une revue très influente dans la branche automobile, et ses recommandations sont très suivies des consommateurs.
L'ADAC réalise 2 fois par an, conjointement avec plusieurs autres automobiles clubs et association de consommateurs, le crash-test de plusieurs dizaines de nouveaux sièges auto afin d'en évaluer la sécurité. Les notes obtenues sont publiées chaque année et accessibles par tous.

### Relations publiques
L’ADAC publie régulièrement des communiqués de presse et informe ses quelque 21,2 millions de membres par le biais de sa revue, ADAC Motorwelt. Les grands thèmes portés par ses travaux de relations publiques sont notamment la sauvegarde de la mobilité motorisée, la prévention des limitations de vitesse, la réglementation routière et les dispositions en matière de contraventions, la sécurité des tunnels et des transbordeurs ainsi que l’éducation routière.
La parution d’ADAC Motorwelt est trimestrielle à compter de 2020.

## Polémiques

### Crise de confiance et scandale en 2014
L'ADAC, a reconnu le 19 janvier 2014 que son  directeur de la communication Michael Ramstetter avait enjolivé les chiffres d'un suffrage pour désigner la voiture la plus appréciée dans  le pays en 2014. "L'ange jaune", prix ainsi baptisé en référence aux couleurs de l'automobile-club (jaune et noir), décerné à la VW Golf après un vote des lecteurs de l'ADAC Motorwelt, magazine destiné aux adhérents de l'association, dont M. Ramstetter était le rédacteur en chef.
En outre, les neuf précédentes éditions du prix ont également fait l'objet de manipulations, a ensuite avoué l'ADAC.
À la suite de cette annonce, le groupe Daimler, fabricant des Mercedes, a annoncé rendre les prix qu'il avait reçus par le passé. "Les prix du public revêtent une importance fondamentale pour Daimler puisqu'ils reflètent directement l'opinion publique. La condition essentielle est que ces sondages soient réalisés correctement. Cela n'était pas le cas de "l'ange jaune", a expliqué Daimler dans un communiqué. D'autres constructeurs ont fait savoir ces dernières semaines qu'ils opéreraient de même si l'enquête révélait des manipulations.
La même année, l’ADAC est accusée de dépanner d'abord les automobilistes ayant contracté une assurance auprès des constructeurs, puis leurs membres. La direction réfute cette accusation et informe que les demandes de dépannage sont traitées dans l’ordre des appels (en priorité les urgences et dépannages avec enfants à bord du véhicule).
De plus plusieurs scandales comme des déplacements personnels en hélicoptères de secours effectués par Peter Meyer,  la vente abusive de batteries pendant les dépannages ou encore des tests de pneus truqués vont ternir le mandat de son président. Ce dernier démissionne le 10 février 2014 en expliquant ne plus vouloir continuer à porter seul la responsabilité dans l'affaire de manipulation. Il a été remplacé par le vice-président, August Markl. Et lors de l'AG suivante, une réforme importante sera votée pour rétablir la réputation de l'ADAC.

## Sport
L’ADAC, comme son rival AvD (Automobilclub von Deutschland, organisateur du Grand Prix d'Allemagne sur le circuit d'Hockenheim, en alternance), est membre de la FIA et du Deutscher Motor Sport Bund (en). L’ADAC organise le Rallye d'Allemagne en WRC, le Grand Prix d'Allemagne F1 sur le Nürburgring, les 24 Heures du Nürburgring, l'ADAC GT Masters ainsi que de nombreuses autres courses. Cette structure encadrait l'ancienne Eifelrennen jusqu'à sa disparition en 2004.
Le 3 juin 2008, l'ADAC a suspendu son engagement au sein de le FIA à la suite du scandale impliquant Max Mosley et son maintien à la tête de l'association.

## Les présidents de l’ADAC
- 1903 - 1905: Emil Schmolz
- 1905 - 1925: Josef Bruckmayer
- 1926 - 1932: Carl Fritz
- 1933: Hermann Fulle  (*)
- 1946 - 1948: Ludwig Sporer
- 1948 - 1953: Hans Meyer-Seebohm
- 1953 - 1964: Werner Endress
- 1964 - 1972: Hans Bretz
- 1972 - 1989: Franz Stadler
- 1989 - 2001: Otto Flimm
- 2001 - 2014: Peter Meyer
- 2014 -  2021 : August Markl
- 2021 - : Christian Reinicke[14],[15]

(*) Dernier président indépendant avant que l’ADAC soit intégré dans le DDAC

## La fondation ADAC
La fondation ADAC « Gelber Engel » (littéralement : ange jaune) voit le jour en 2007. Elle s’est fixée pour mission d’aider les personnes en situation de détresse économique à la suite d’un accident de voiture à retrouver leur mobilité.

## Bâtiment administratif
À l’exception des deux premières années, l’ADAC a toujours eu son siège à Munich. L’adresse où il est demeuré le plus longtemps, de 1973 à 2011, était située Am Westpark 8. Les nouveaux bureaux située Hansatraße 19 ont été investis en décembre 2011. 

Le bâtiment de l'Adac à Munich, architecte Sauerbruch Hutton
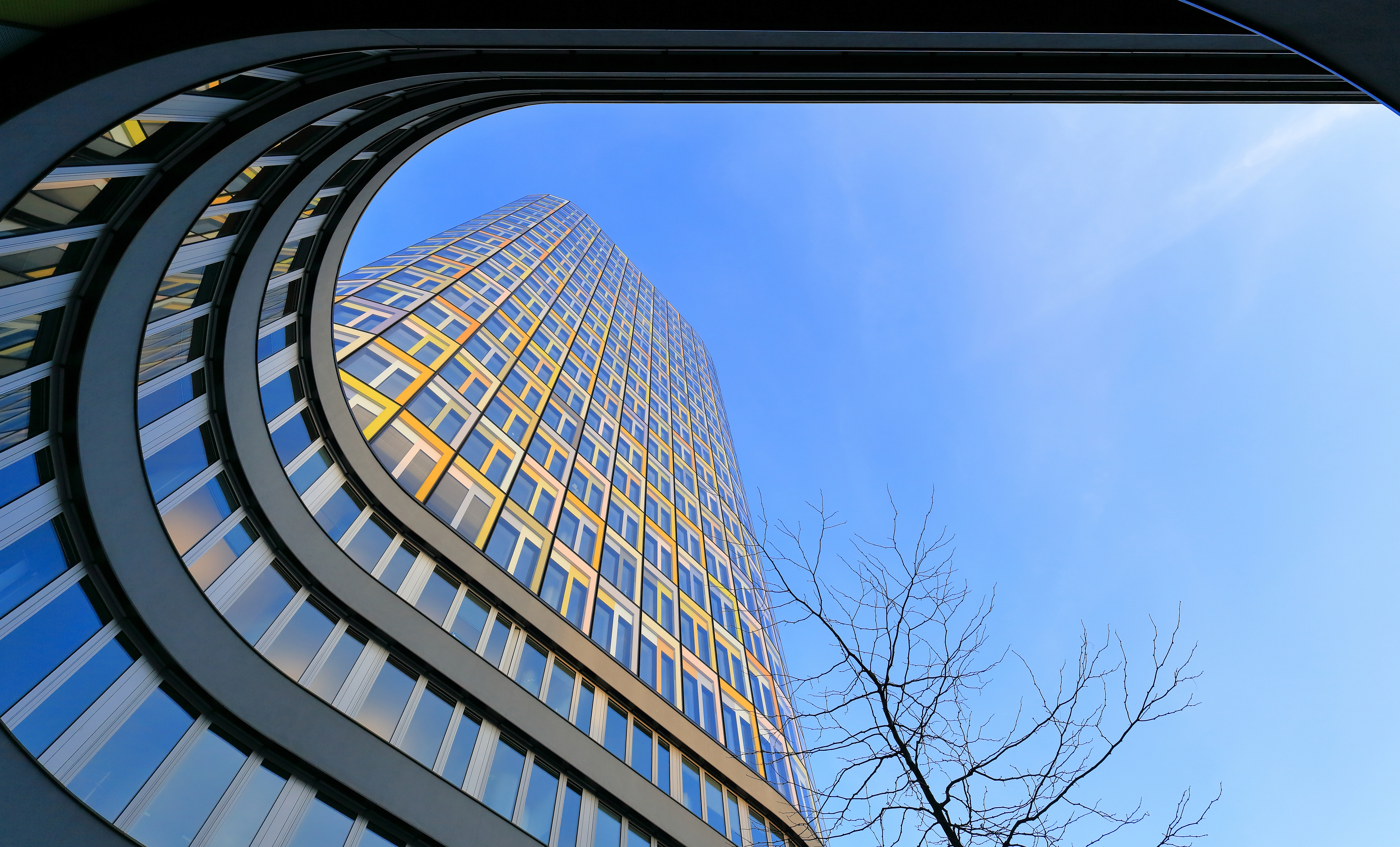
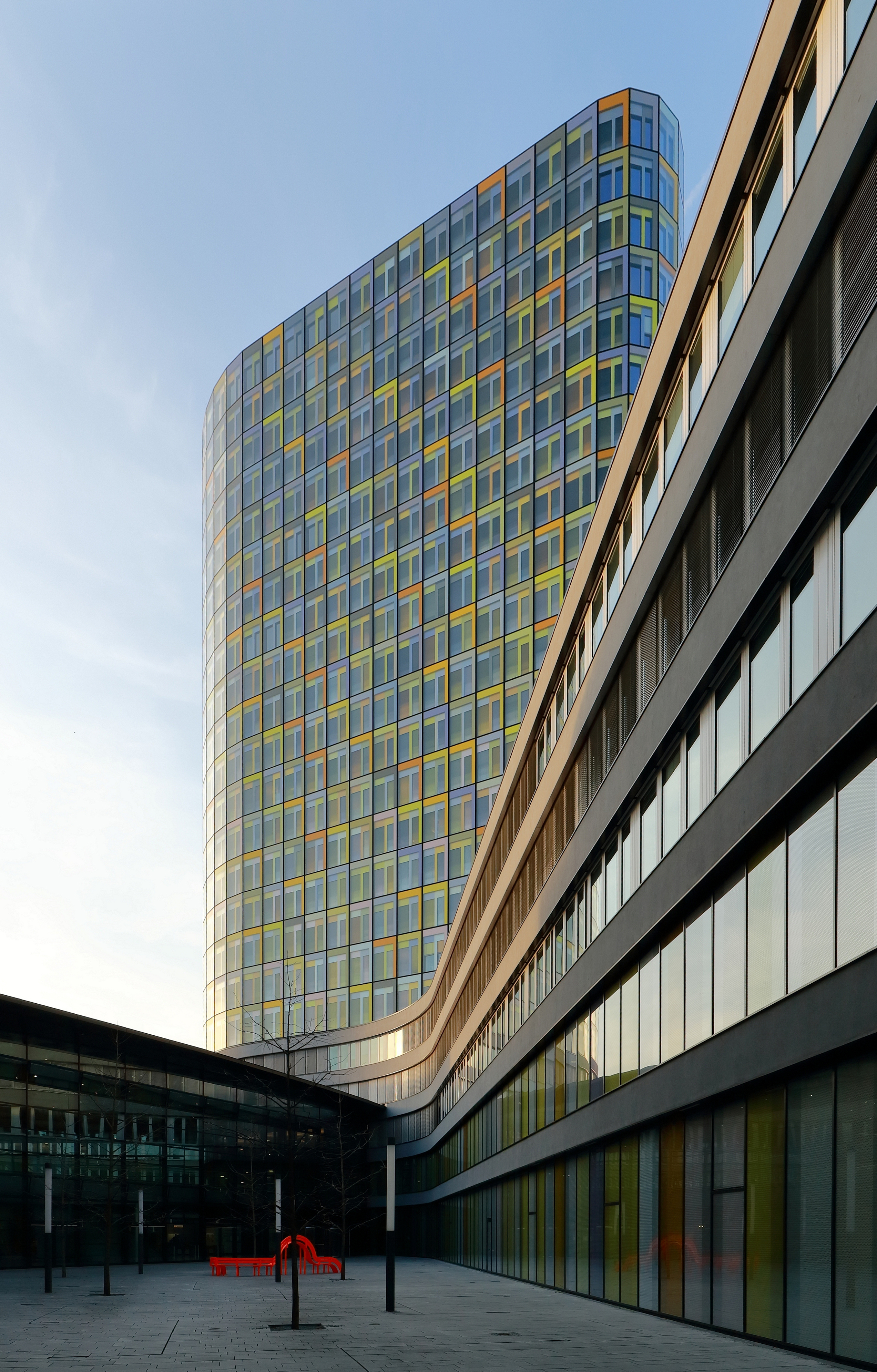
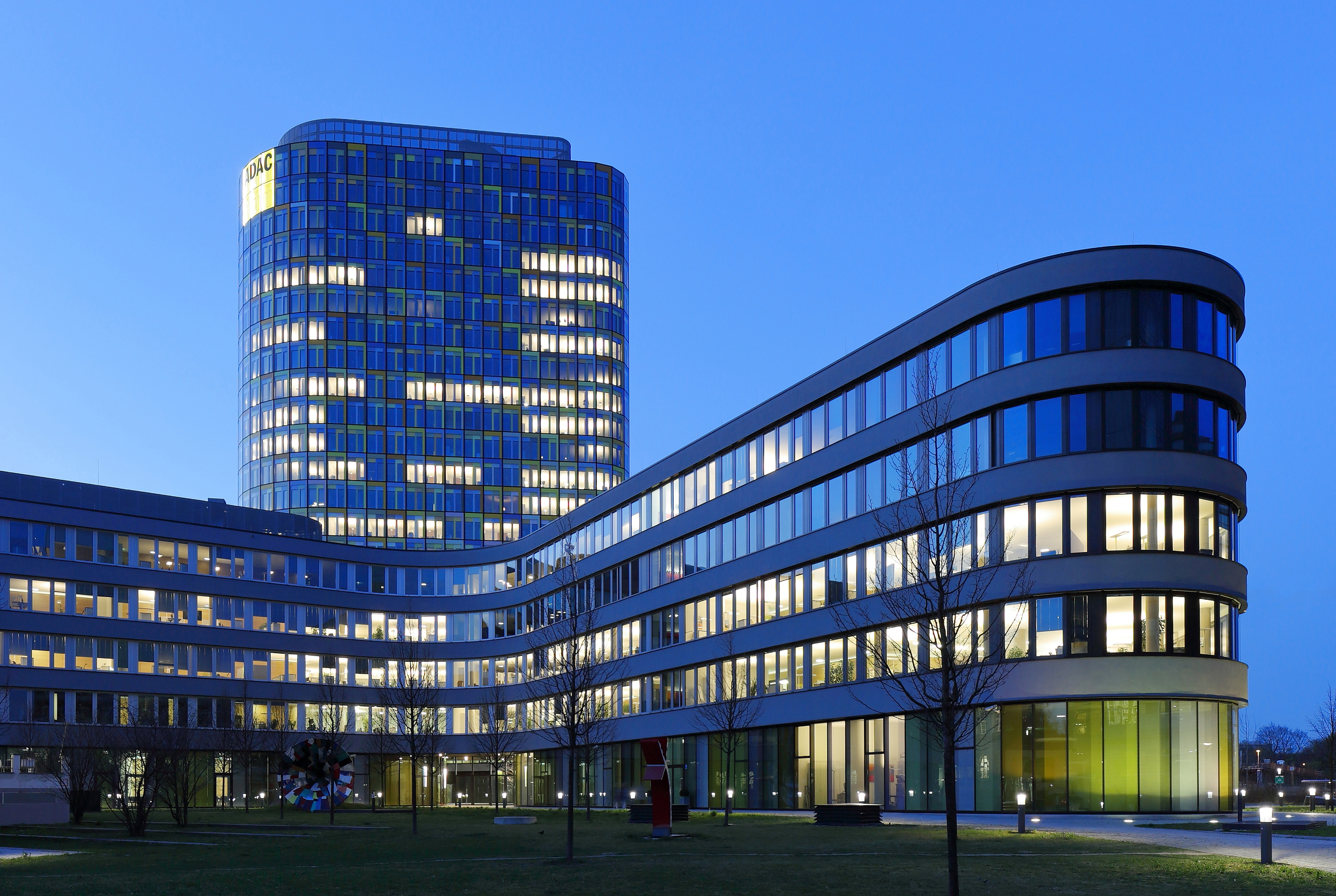